# José Paz Vélez
José Paz Vélez (Sevilla, 22 de diciembre de 1931-ibídem, 14 de enero de 2011) fue un escultor español nacido en Sevilla. Su obra es de temática religiosa, recibiendo encargos para la Semana Santa de Sevilla, de Andalucía y de Gran Canaria.

## Trayectoria artística
A los doce años de edad ingresa en la Escuela de Artes Aplicadas y Oficios Artísticos siendo su maestro Juan Jaldón y José María Labrador. Al curso siguiente en el año 1944, obtuvo el primer premio de dibujo artístico de dicha escuela.
Durante un largo periodo de tiempo compaginó su trabajo, ya que ese mismo año trabajaba en el del dorador hispalense Reina, ingresando más tarde en el estudio de Castillo Lastrucci. En 1947, ingresa en el taller de José Rivera, y por último trabajó con José Luis Vasallo y Rafael Barbero. A partir de la década de los 50 trabaja para los anticuarios sevillanos como restaurador miniaturista.

### Etapa andaluza
El primer gran encargo como escultor se lo hace la Hermandad de la Humildad y Paciencia de Marchena, para la cual realiza un soldado romano y el judío que barrena la cruz, popularmente conocido como el "macaco". Para la Semana Santa de Sevilla, Paz Vélez efectuó varias obras, de gran calado devocional y artístico, como Nuestro Padre Jesús Cautivo en el abandono de sus discípulos, Nuestra Señora de las Mercedes Coronada y San Juan Evangelista en la Tercera Palabra, titulares para la Hermandad de Santa Genoveva (Sevilla) del popular barrio de Sevilla del ni tiro de línea ni na entre los años de 1956 y 1957; La actual imagen del Redentor Cautivo de la localidad de Utrera, de estilo barroco, se contrató con D. José Paz Vélez el 30 de junio de 1957 y se bendijo el 5 de enero de 1958 realizando por primera vez la Estación de Penitencia ese mismo año. Los cuatro Evangelistas del paso de la Hermandad del Santísimo Cristo de las Aguas en 1961, de la Capilla de Nuestra Señora del Rosario en la calle Dos de Mayo; las nuevas manos de Nuestra Señora de las Angustias Coronada, titular de la Hermandad de los Gitanos de Sevilla, la corona de espinas para el Nazareno de la Hermandad de La O y la restauración de Santa María Magdalena y una de las Santas Mujeres de la Hermandad de La Carretería (Sevilla).

### Etapa canaria
Al igual que hicieron otros escultores de su época, y también como él formados en la Escuela de Artes y Oficios, se dedicó al campo de la restauración. En el año 1962 llevó a cabo importantes intervenciones en las obras de la Parroquia del Divino Salvador de Sevilla, entre las que podemos reseñar la intervención en los relieves del Nacimiento de Cristo, la Adoración de los pastores y la del Señor Resucitado, atribuidos a Juan de Oviedo; asimismo restauró el relieve de la Anunciación de la Virgen, obra asignada a Duque Cornejo.
Esta profunda vinculación con la Parroquia del Divino Salvador de Sevilla hizo que cuando el párroco de la misma, Monseñor Infantes Florido, fue nombrado Obispo de la Diócesis de Canarias en la Ciudad de Las Palmas de Gran Canaria, nuestro artista se trasladó con él.
Desde ese momento le sucedieron numerosos encargos y decide abrir su taller propio en la Ciudad de Las Palmas, si bien permanece fiel a sus postulados artísticos del neobarroco sevillano.
La imagen más aplaudida de su etapa canaria es la de Nuestro Padre Jesús de la Salud, encargada por la hermandad de los Nazarenos de Vegueta en 1984 y terminada en 1985, también para dicha hermandad en 1981, 1992 y 1998, restaura a la Santísima Virgen de la Esperanza de Vegueta. La isla de Gran Canaria cuenta con una amplia gama de imágenes realizadas por nuestro escultor, en 1995 la Parroquia de San Fernando le encarga la imagen de su sagrado titular, las de San Isidro Labrador, Santa Marta y la Virgen del Carmen, además de un Cristo crucificado, bajo la advocación del Perdón, dicha advocación se repetirá en el 2001 cuando la Parroquia de Santa Barbara en Telde le encargue un Cristo del Perdón para su iglesia parroquial.
En el año 2003 pone fin a su etapa canaria y vuelve a su Sevilla natal, cabe destacar que es Hermano Honorario de la Hermandad de la Esperanza de Vegueta y es uno de los fundadores de dicha hermandad.

## Referentes artísticos
José Paz Vélez, como escultor imaginero era un gran admirador de Martínez Montañés en cuanto a las composiciones y de Juan de Mesa, de quien retoma la expresividad y valentía de sus tallas, perteneciendo de lleno a la corriente neobarroca sevillana.
Sus esculturas presentan un buen dibujo y un modelado muy cuidado, teniendo como cualidad más característica la policromía a la que nuestro artista ponía especial cuidado, sobre todo en el tratamiento de las carnaciones, que realiza al óleo con un poco de blanco y aceite de linaza para dar una consistencia más pastosa, aplicando pátinas al aceite o al temple.

## Obra

### Andalucía

#### Sevilla
En la ciudad y provincia de Sevilla se localizan las siguientes esculturas:
- - 1952 - Sayón, conocido como el "macaco" y soldado romano para la Hermandad de Humildad y Paciencia de Marchena.
  - 1956 - Nuestra Señora de las Mercedes Coronada para la Hermandad de Santa Genoveva.
  - Entre los meses de julio de 1956 y febrero de 1957 - Nuestro Padre Jesús Cautivo en el abandono de sus discípulos para la Hermandad de Santa Genoveva.
  - Nuestro Padre Jesús Redentor Cautivo para la Pontificia e Ilustre hermandad Sacramental de la Inmaculada Concepción y Ánimas Benditas y Cofradía de nazarenos del Santo Cristo de Santiago, Nuestro Padre Jesús Cautivo y Nuestra Señora de las Lágrimas de Utrera.
  - 1958 - San Juan Evangelista en la tercera palabra para la Hermandad de Santa Genoveva.
  - 1961 - Los cuatro Evangelistas del paso de la Hermandad del Santísimo Cristo de las Aguas.
  - 1965 - Nuestra Señora del Rosario para la Hermandad de la Oración en el Huerto de Alcalá de Guadaíra.
  - 1982 - Nuestra Señora de los Ángeles para la Hermandad de la Borriquita de Mairena de Alcor en Sevilla.

### Extremadura

#### Badajoz
En la ciudad de Zafra [Badajoz] se localiza la siguiente obra:
- - 1959 - Corazón Doloroso de María para la Hermandad de la Oración en el Huerto de Badajoz.

### Canarias

#### Gran Canaria
En la isla de Gran Canaria se localizan las siguientes obras:
- - 1971 - Nuestra Señora del Buen Suceso, para la parroquial del mismo nombre, en Carrizal de Ingenio. Sustituyó durante quince años a la titular del templo, que debido al estado de conservación no se haya digna para estar al culto. El 29 de marzo de 1986, fue retirada del Retablo Mayor, y relegada a la entonces "sacristía alta", hoy convertido en pequeño museo parroquial, donde se encuentra actualmente.
  - 1985 - Nuestro Padre Jesús de la Salud para la Real e Ilustre Hermandad y Cofradía de Nazarenos de Nuestro Padre Jesús de la Salud y María Santísima de la Esperanza de Vegueta de Las Palmas de Gran Canaria.
  - 1995 - Santísimo Cristo del Perdón, Santa Marta, San Fernando, Nuestra Señora del Carmen y San Isidro Labrador para la Iglesia Parroquial de San Fernando Rey de Maspalomas.
  - 2001- Santísimo Cristo del Perdón para la Iglesia Parroquial de Santa Barbara de Telde.

## Galería de Imágenes

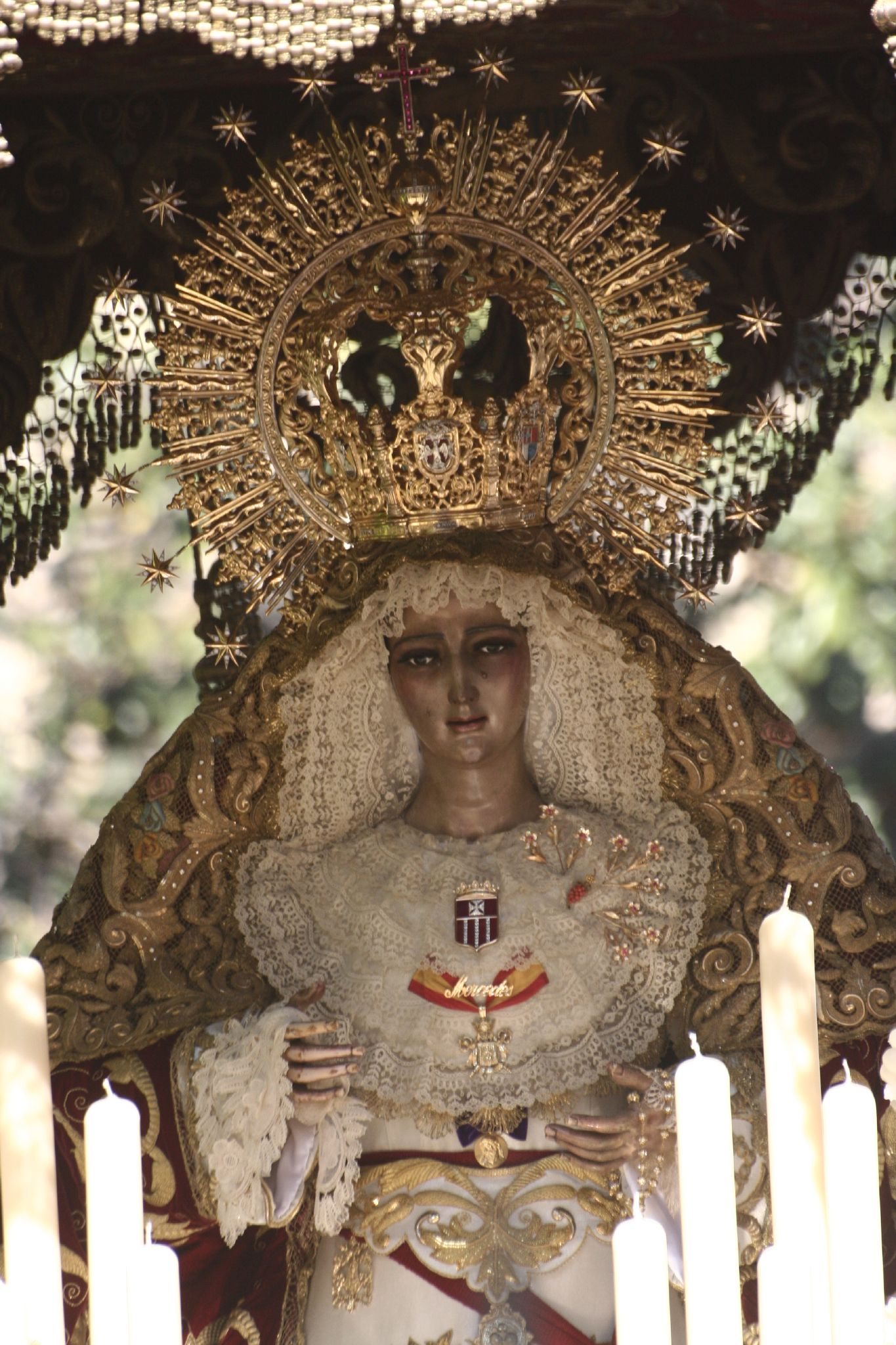
María Santísima de las Mercedes Coronada (Tiro de Línea, Sevilla)
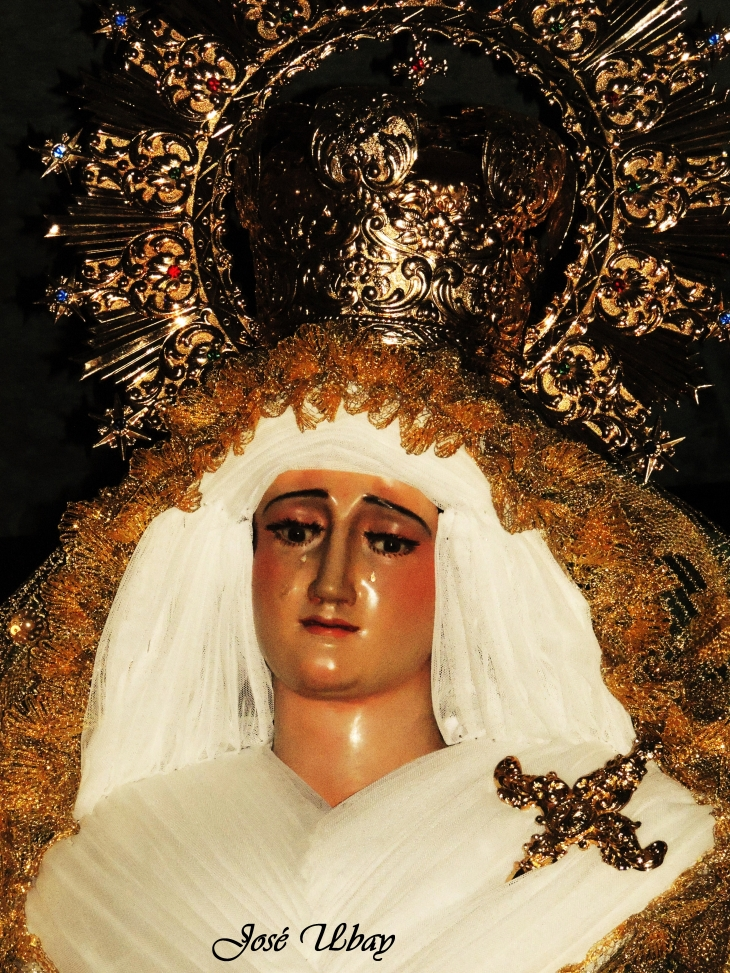
María Santísima de la Esperanza de Vegueta, restaurada por José Paz Vélez.
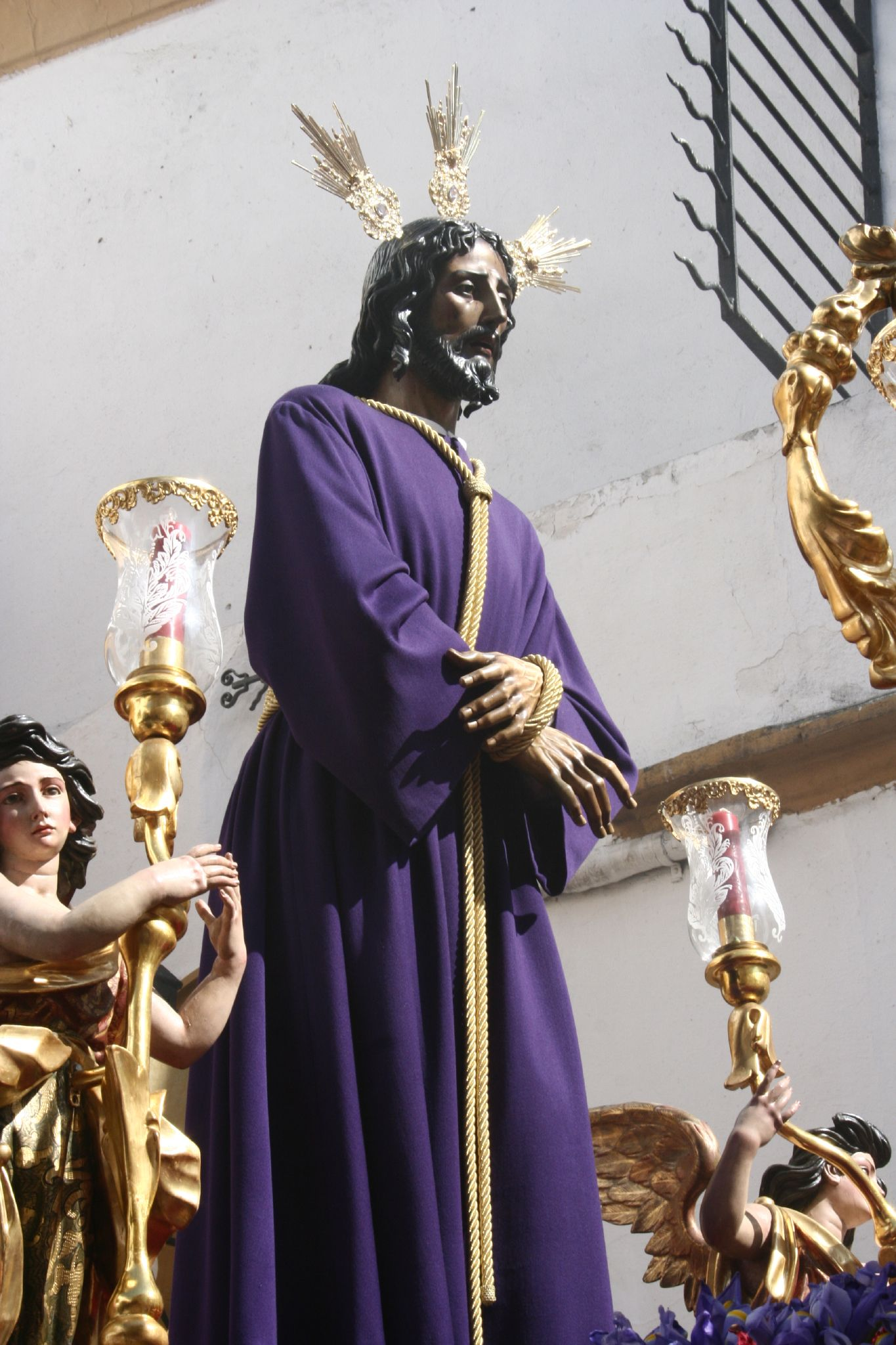
Nuestro Padre Jesús Cautivo en el Abandono de sus Discípulos, titular de Hermandad de Santa Genoveva (Sevilla).
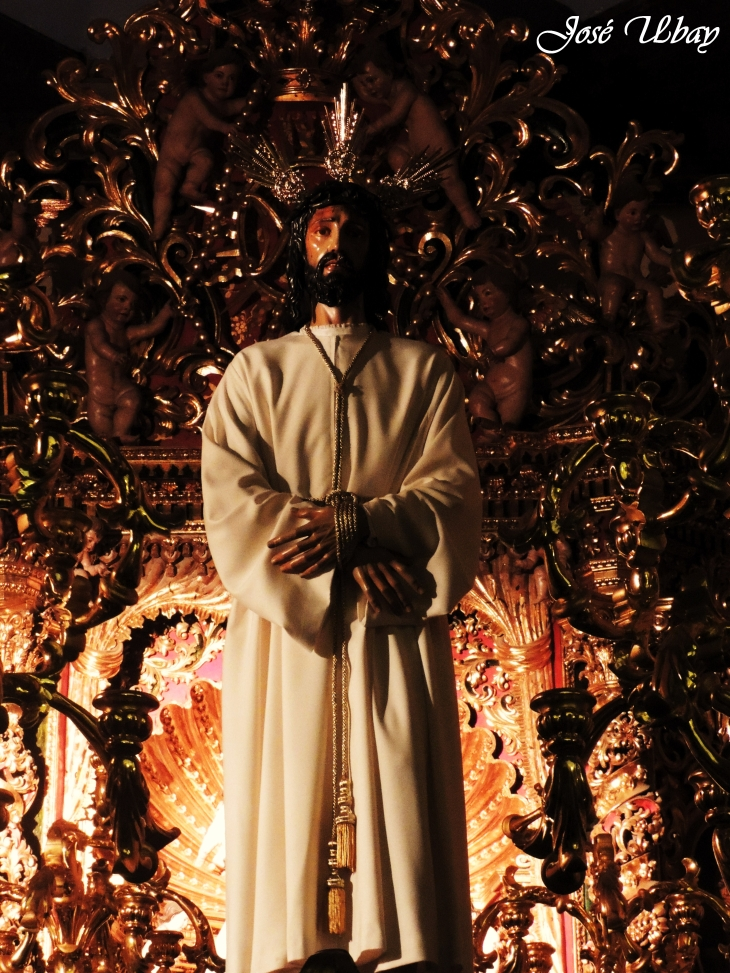
Nuestro Padre Jesús de la Salud (Ciudad de Las Palmas de Gran Canaria, Gran Canaria).
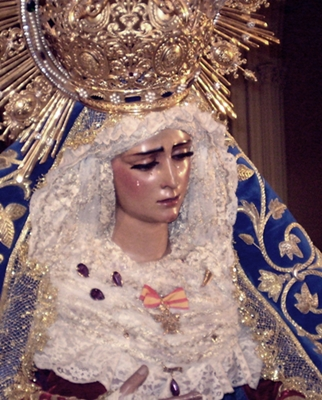
Nuestra Señora de la Angustias Coronada, José Paz Vélez le talla unas manos nuevas en 1957.